# Hissein Mahamoud Barkai
 Hissein Mahamoud Barkai , connu sous le nom de Pâtissier du Désert, est un chef pâtissier franco-tchadien, né le 2 janvier 1984 à Faya-Largeau, au nord du Tchad,.

## Biographie

### Enfance et éducation
Hissein Mahamoud nait à Faya-Largeau, une ville située au cœur du désert tchadien. Issu d'une famille nomade sédentarisé les Gorane du nord du Tchad.
Hissein Mahamoud a effectué ses études primaires et secondaires entre l’école de Tchangssouss et le lycée Martyr de Faya. Par la suite, il a poursuivi ses études secondaires au lycée Félix Éboué, puis au lycée de la Liberté à N’Djaména.
Après l’obtention de son baccalauréat, il s’est installé en Algérie, où il effectuera des études en lettres modernes, à l'université de Ferhat Abbass à Sétif dans l'est de l'Algérie.
En 2007 de retour au Tchad, Hissein décide d'aller en France, où il s'installe cette fois-ci dans la ville de Montpellier et intègre aussitôt l'institut national de formation et d'application.et professionnel.

### Carrière professionnelle

#### Ses débuts dans la pâtisserie
En 2014, Hissein Mahamoud s’installe à Paris, la capitale française, afin de perfectionner son savoir-faire culinaire. Il rejoint par la suite l'École des Pros, fondée par Thierry Marx, le chef cuisinier français le plus étoilé, où il affine ses compétences et enrichit son expertise dans la pâtisserie,.
Dès lors il a travaillé dans plusieurs restaurants et pâtisseries français dont Le Donjon Domaine Saint, le Bistrot Saint Clair. En 2022, il a été élu meilleur artisan de l'année 2022 par le guide Lebey, guide des restaurants et bistrots de Paris et d'ailleurs.